# L'Être et l'Événement
L'Être et l'Événement est un livre du philosophe français Alain Badiou, publié aux éditions du Seuil en janvier 1988, et composé de trente-sept « Méditations ».
Il commence par une théorisation du concept de « multiple », s'appuyant sur une lecture renouvelée du Parménide de Platon et sur les outils fournis par la théorie des ensembles de Georg Cantor.
Il est suivi d'un deuxième tome en 2006, intitulé Logiques des mondes. En 2018 parait le troisième tome L'Immanence des vérités. L'Être et l'événement, 3.,